# Michał Frank
Michał Israel Frank (ur. 28 lutego 1907 w Warszawie jako Mojżesz Frank, zm. 28 października 1942 w KL Auschwitz) – polski lekarz medycyny, działacz sportowy, sprawozdawca.

## Życiorys
Urodził się 28 lutego 1907 w Warszawie. Uczęszczał do szkół w Kijowie, Moskwie i od 1919 roku w Warszawie. W 1925 roku podjął studia medyczne na Uniwersytecie Stefana Batorego w Wilnie, w trakcie studiów odbył również służbę w Szkole Podchorążych Rezerwy. Pełnił także obowiązki referenta sportowego Komendy Okręgu Związku Strzeleckiego w Wilnie oraz należał do zarządu Wileńskiego Okręgowego Związku Lekkoatletycznego. Miał uprawnienia instruktorskie i sędziowskie w piłce nożnej, lekkiej atletyce, pięściarstwie i narciarstwie. W 1931 roku konwertował z judaizmu na chrześcijaństwo i ożenił się z Władysławą Borkowską. W 1936 roku wygrał zorganizowany przez Polskie Radio konkurs na sprawozdawcę sportowego, rok później uzyskał dyplom lekarza. Do jego zajęć należało sędziowanie meczów ligowych, pisanie artykułów do gazet i komentowanie imprez sportowych, m.in. skoków narciarskich i piłki nożnej (w tym meczu Brazylia – Polska na Mistrzostwach Świata 1938).
Po wybuchu II wojny światowej działał w konspiracji (Organizacja Orła Białego), udostępniał także swój gabinet lekarski do wystawiania fałszywych dokumentów. W kwietniu 1941 roku został aresztowany i wywieziony na Pawiak, skąd pod pretekstem ataku wyrostka robaczkowego został odtransportowany do Szpitala Dzieciątka Jezus, a następnie uwolniony. Po kilku tygodniach ponownie trafił na Pawiak. 17 kwietnia 1942 roku został przewieziony do KL Auschwitz. Został rozstrzelany razem z 280 innymi więźniami 28 października tego samego roku. W raporcie komendantury Auschwitz jako przyczynę śmierci Franka wskazano zapalenie płuc.

## Odznaczenia
- Srebrny Krzyż Zasługi (dwukrotnie)
- Krzyż Walecznych (pośmiertnie)